# Doctor’s Diary
Doctor’s Diary ist eine deutsch-österreichische Arztserie, die von 2007 bis 2010 vom Sender RTL in Koproduktion mit dem ORF produziert wurde. Mittelpunkt der Serie ist die junge Ärztin Margarete „Gretchen“ Haase, die Karriere in dem Krankenhaus ihres Vaters machen möchte.

## Handlung

### Staffel 1
Nachdem sie eine Woche vor ihrer Hochzeit ihren Verlobten Peter beim Fremdgehen erwischt, bricht eine Welt für Gretchen Haase zusammen.
Sie kehrt zurück nach Berlin in ihr Elternhaus. Ihr Vater, Prof. Franz Haase, macht ihr das Angebot, sich in seinem Krankenhaus um die Assistenzarztstelle in der Chirurgie zu bewerben. Sie geht auf das Angebot ein. Im Krankenhaus trifft sie auf Dr. Marc Meier, den leitenden Oberarzt der Chirurgie. Marc Meier ist ihre alte Jugendliebe sowie der Fluch ihrer Kindheit in einer Person. Er hat in der Schulzeit nicht eine Minute versäumt, ihr das Leben schwer zu machen und dennoch war Gretchen bis zum Abitur hoffnungslos in ihn verliebt. Auch als sie jetzt wieder zusammentreffen, macht er sich prompt über ihren größten Schwachpunkt, ihr angebliches Übergewicht, lustig.
Als sie dann von ihrem Vater erfährt, dass er ihr Chef wäre, wenn sie die Assistenzstelle annehmen würde, gerät ihr Vorhaben erstmals ins Wanken, denn Gretchen möchte sich zunächst unter keinen Umständen weiter mit Marc Meier auseinandersetzen. Letztendlich entschließt sie sich aber doch, die Stelle anzutreten, was nicht zuletzt am Zuspruch von Dr. Mehdi Kaan liegt. Dr. Kaan, der leitende Oberarzt der Gynäkologie, ist im Gegensatz zu Marc sehr einfühlsam. Das verleitet Gretchen dazu, ihn an ihrem ersten Arbeitstag zum Kaffeetrinken einzuladen, was von ihm jedoch kategorisch abgelehnt wird.
Schwester Gabi, die eine Affäre mit Marc hat, welche sie gerne in eine Beziehung wandeln würde, versucht ihr Revier abzustecken. Das nutzt ihr jedoch nicht viel, da sich Gretchen und Marc, der ihr gegenüber immer sehr sarkastisch und machohaft ist, näherkommen. Schließlich kommt es zu einem Kuss. Während der Oberarzt nur eine lockere Affäre möchte, ist Gretchen dafür nicht der Typ und muss ihm schließlich gestehen, dass sie Sex und Liebe nicht trennen kann und möchte. Die Beziehung der beiden scheint also gescheitert, bevor überhaupt etwas passiert ist. Kurz darauf erwischt Gretchen Marc und Gabi in einer eindeutigen Situation, die von Gabi inszeniert wurde und ist plötzlich froh darüber, nicht mehr mit Marc gemacht zu haben, da dieser in ihren Augen für immer ein beziehungsunfähiger Macho bleiben wird.
Bis zu diesem Zeitpunkt hat Gretchen versucht, sämtliche Anzeichen zu übersehen, dass Dr. Kaan Gefühle für sie haben könnte. Doch plötzlich entwickelt sich etwas zwischen den beiden, und sie scheint Marc vergessen zu haben. Dass er eine Tochter hat und seine Frau im Koma liegt, ist zunächst schwierig für Gretchen, aber sie findet sich damit ab.
Während Gretchen mit Mehdi mehr oder weniger glücklich ist, sieht Gabi alle Felle wegschwimmen in der Beziehung mit Marc. Und so versucht sie ihn mit einem Baby an sich zu binden. Dr. Meier macht ihr jedoch klar, dass er kein Kind mit ihr will. Sie einigen sich darauf, das Kind abzutreiben. Auf der Fahrt zu der Abtreibungsklinik streiten die beiden und es wird deutlich, dass sich Gabi der Abtreibung nicht so sicher ist wie Marc. Sie achten nicht auf die Straße und Marc fährt einen Fahrradfahrer an. Sie bringen den Mann in die Klinik und er wird operiert, seine Chancen zu überleben sind gut.
Mehdis Frau Anna erwacht aus dem Koma und Mehdi erfährt, dass sie querschnittgelähmt ist. Er fühlt sich verpflichtet, für sie zu sorgen. Gretchen stellt ihn vor die Wahl und Mehdi entscheidet sich für Anna, obwohl er Gretchen liebt.
Als kurze Zeit später Gretchen zusammenbricht und in letzter Sekunde Marc anrufen kann, rettet dieser ihr das Leben und küsst sie erneut. Die beiden unterhalten sich und es wird deutlich, dass sie tiefere Gefühle füreinander hegen und es diesmal wirklich versuchen wollen. Gretchen ist überglücklich. Was beide jedoch zu diesem Zeitpunkt nicht wissen, ist, dass Gabi alles mitbekommen hat. Kurz vorher hat sie das Unfallopfer sterben lassen, weil dieses geschworen hatte, sie zu verklagen, und so entwickelt sie einen perfiden Plan. Sie berichtet Marc vom Tod des Unfallopfers und erpresst ihn damit, ihr einen Heiratsantrag zu machen.
Obwohl Marc versucht hat, es zu verhindern, findet sich Gretchen eben zu diesem Heiratsantrag auch in der Cafeteria ein und muss mit ansehen, wie ihre große Liebe einer anderen einen Antrag macht, obwohl es doch nur wenige Stunden zuvor nach einem Happy End für sie und ihn ausgesehen hatte.
Am Ende der letzten Folge der ersten Staffel beschließt Gretchen, mit Marc endgültig abzuschließen und sich wieder ins Leben zu stürzen.

### Staffel 2
In der zweiten Staffel lernt Gretchen den Millionär Alexis von Buren kennen, der später wegen eines Gehirntumors von ihr behandelt wird.
Gretchens Mutter Bärbel Haase hatte während ihres Urlaubsaufenthalts eine Affäre. Bei einem Besuch erschleicht sich ihr Liebhaber das Vermögen, das die Altersvorsorge von Gretchens Eltern sein sollte. Sie nimmt nach 35 Jahren ihre Tätigkeit als Krankenschwester wieder auf. In ihrem Dienst erkennt sie, dass der Arzt Dr. Knechtelsdorfer heimlich im Keller des Krankenhauses Hanf anpflanzt, um Cannabis als Rauschmittel zu produzieren. Bärbel entscheidet sich spontan, beim Anbau mitzuhelfen.
Anna Kaan, die in der Vergangenheit als Prostituierte tätig war, überwindet ihre Lähmung und verlässt mit ihrer Tochter die Stadt, da sie ihrem Zuhälter noch Geld schuldet. Der Zuhälter und seine Leute besuchen Dr. Kaan und machen ihm deutlich, dass er für die Schulden seiner Frau aufkommen muss. Als Dr. Kaan es aber ablehnt, Annas Schulden zu bezahlen, wird er von den Männern des Zuhälters beschattet.
Gretchen versucht weiterhin herauszufinden, womit Schwester Gabi Dr. Marc Meier erpresst, indem sie in ihre gemeinsame Wohnung einbricht, um der Sache auf den Grund zu gehen. Dabei wird sie von Marc entdeckt und die beiden kommen sich in der Dusche näher. Schwester Gabi findet das heraus und macht ihre Drohung wahr, zur Polizei zu gehen. Gretchen gelingt es aber, Gabi bei der Polizei unglaubwürdig zu machen. Schwester Gabi gibt sich geschlagen und zieht bei Dr. Meier aus – wofür dieser Gretchen sehr dankbar ist.
Derweil verliebt sich Gretchen in Alexis, den sie im Vorfeld ihres dreißigsten Geburtstags betrunken in Las Vegas heiratet. Nach einzelnen Missverständnissen planen sie, kirchlich zu heiraten.
Ein Vaterschaftstest ergibt, dass nicht wie angenommen Marc, sondern der Schrottplatzbesitzer Kalle Vater des Kindes von Gabi ist. Sie verliert das Kind nach einem Unfall auf dem Schrottplatz und macht Gretchen den Vorwurf, sie habe immer Glück und Gabi selbst nur Pech. Gabi findet jedoch heraus, dass Alexis von Buren nicht der ist, der er zu sein vorgibt. Es stellt sich heraus, dass es sich bei dem vorgeblichen Millionär um einen Mann namens Frank handelt, der einen Leichnam in seinem Haus versteckt.
Während Gretchen und Alexis ihre Hochzeit planen, findet Marc heraus, dass er weiterhin Gefühle für Gretchen hat. Sowohl er als auch Mehdi versuchen Gretchen einen Heiratsantrag zu machen, Gretchen hat sich aber offenbar bereits entschieden und wehrt die impulsiven Anträge der beiden ab.
Gretchens Freundin Gina Amsel kommt aus London zur Hochzeit. Um Gretchen eifersüchtig zu machen, plant Marc mit Gina auf dem Polterabend zu schlafen. Dazu kommt es aber nicht; Marc lässt die halbnackte Gina stehen, da er einfach „keine Lust mehr“ hat. Stattdessen küsst er wenig später Gretchen, die Marc verwirrt abweist. Marc möchte Gretchen am nächsten Tag im Krankenhaus endlich sagen, dass er sie liebt. Gina schafft es, dies zu verhindern, indem sie ihm zuvorkommt und Gretchen erklärt, mit Marc geschlafen zu haben. Auch wenn Gretchen tief verletzt ist, rettet Gina, die das Glück ihrer Freundin schützen will, durch ihre uneigennützige Lüge die Hochzeit von Alexis und Gretchen.
Während der kirchlichen Hochzeit bricht im Krankenhaus ein ansteckendes Tropenvirus aus, das eine schwangere Patientin Dr. Kaans aus Afrika eingeschleppt hat; einige Personen brechen mit blutender Nase zusammen. Auch Gretchens Vater stürzt mit Nasenbluten bei der Hochzeitsfeier. Kurz darauf schlagen die Ärzte-Pieper verschiedener Gäste Alarm.

### Staffel 3
Die dritte Staffel schließt direkt an das Ende der zweiten Staffel an. Alle Hochzeitsgäste sowie die Krankenhausinsassen müssen im Krankenhaus in Quarantäne bleiben. So müssen Gretchen und Alexis ihre Hochzeitsnacht in einem Raum mit der Ärzteschaft verbringen.
Im Laufe dieser Nacht erpresst Gabi Frank damit, dass sie von seiner falschen Identität weiß und verlangt Geld. Frank erklärt, dass er und Lissi vor einiger Zeit zufällig in die Villa kamen und Alexis von Buren aufgehängt in der Villa vorfanden. Alexis (Frank) mauerte ihn ein und nahm seine Identität an, um ein neues Leben beginnen zu können.
Das geforderte Geld, das Alexis (Frank) für Gabi im Müllcontainer vor seinem Haus deponiert hat, wird von Bärbel durch einen Zufall gefunden und löst damit unverhofft ihre Geldprobleme.
Tage später gelingt es Gretchen – mit Hilfe von Schwester Gabi und Schwester Sabine – den Wirt des Virions ausfindig zu machen und ein Antiserum herzustellen, um die Epidemie zu beenden.
Die Mutter des wirklichen Alexis, Mechthild von Buren, erkennt sofort, dass Alexis nicht ihr richtiger Sohn ist und droht ihm, die Wahrheit publik zu machen, wenn er nicht mit ihr schlafen sollte.
Da sich Gretchen große Sorgen um Marc macht, beschließt sie, trotz der geplanten Hochzeitsnacht nach Marc zu sehen. Als sie ihn jedoch mit einer anderen Frau antrifft, rennt sie wütend davon. Während einer Aussprache zwischen beiden erkrankt Marc an der pandemischen Krankheit und muss im Krankenhaus behandelt werden.
Mechthild von Buren stirbt noch in derselben Nacht durch einen Unfall mit einem Radio in der Badewanne. Am späteren Abend wird Gabi Zeugin seines Versuchs, die Leiche aus der Villa zu schaffen und hilft Frank gegen erneute Zahlung bei der Beseitigung.
Noch im Krankenhaus trifft Gretchen ihre Freundin Gina, die ihr gesteht, dass sie doch nicht mit Marc geschlafen hat und davon überzeugt ist, dass er der Richtige sei.
Nach einigen Tagen erscheint die Polizei vor der Villa und versucht, Alexis zu verhaften. Nach Turbulenzen flieht dieser, versucht jedoch wiederholt, Kontakt mit Gretchen herzustellen. Im Rahmen einer Polizeiaktion benutzt Gretchen Marc als Köder, was nicht ganz aufzugehen scheint. Marc küsst Gretchen und gesteht ihr seine Gefühle. Alexis greift daraufhin Marc an, kann jedoch erneut fliehen. Marc wird von einer Polizistin angeschossen.
Im Keller einer Studentenverbindung werden Menschenversuche mit Gehirnimplantaten durchgeführt. Gretchen löst den Fall und wird dabei entführt, jedoch von Marc gerettet.
In der letzten Folge erfährt Gretchen, dass Marc als Kind von seinem Vater misshandelt wurde, gibt aber weitere Versuche, sich ihm zu nähern, auf. Sie entscheidet, auf das Angebot eines Patienten einzugehen und alleine nach Afrika zu reisen. Im letzten Moment gesteht sich Marc ein, sie nicht aufgeben zu wollen und folgt ihr zum Flughafen. Es kommt zum Happy End.

## Charakterbeschreibungen
Sortiert nach der Anzahl der Szenen.

### Hauptfiguren

#### Gretchen Haase
S01E01–S03E08
Margarete „Gretchen“ Haase ist die Hauptperson und zu Beginn der Serie 29 Jahre alt. Sie steht nach einer Enttäuschung in der Liebe vor einem neuen Lebensabschnitt. Gretchen ist die Protagonistin in der Serie und der einzige Charakter mit einem Voice-over. Obwohl sie zu Beginn sehr unsicher ist, gewinnt sie durch ihren Job immer mehr an Selbstvertrauen. Was sie trotzdem frustriert, ist ihre Figur. Obwohl sie immer alle als „nicht ehrgeizig“ bezeichnen, beweist sie manchmal das Gegenteil, wie zum Beispiel als sie ihr Sportabzeichen, das sie früher nicht geschafft hat erfolgreich nachholt, was sie selbst sehr stolz macht. Sie ist schon seit der Schulzeit unglücklich in Marc Meier verliebt. Beide sticheln sich gegenseitig und hatten eine kurze Beziehung, die dann aufgrund einer Intrige von Gabi scheiterte. Am Ende der zweiten Staffel heiratet sie den vermeintlichen Millionär Alexis von Buren, die Ehe ist jedoch aufgrund der falschen Identität ungültig. Gretchen kommt schließlich mit Marc zusammen, als er kurz vor ihrer Abreise nach Afrika begreift, dass er in sie verliebt ist.

#### Marc Olivier Meier
S01E01–S03E08

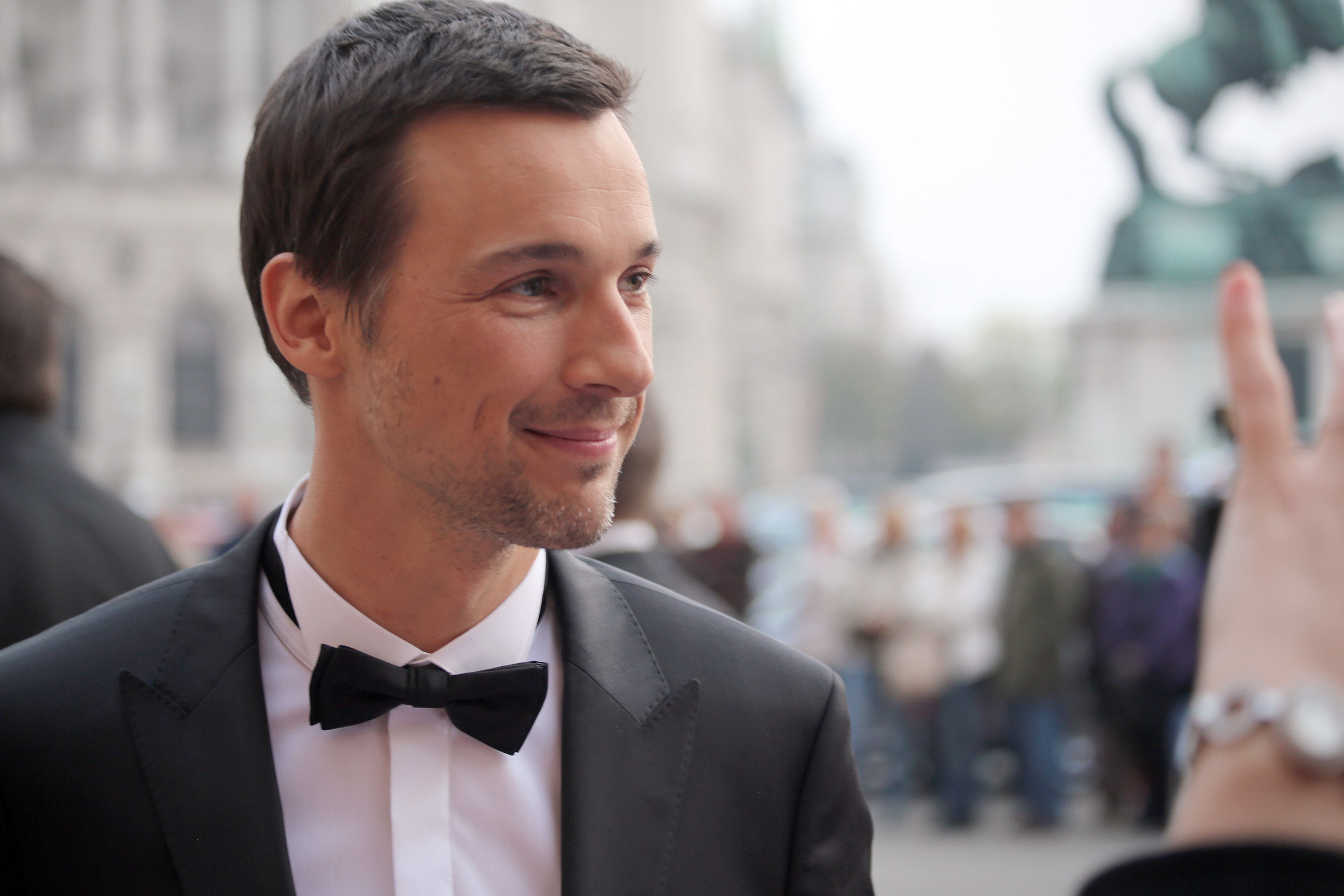
Florian David Fitz spielte Dr. Marc Meier

Dr. Meier ist Oberarzt der Chirurgie am Krankenhaus und damit Gretchens Chef; er sieht eine große Zukunft vor sich. Marc ist mit seinen 32 Jahren der jüngste Oberarzt des Krankenhauses. Gretchens Vater behandelt ihn wie seinen eigenen Sohn, da er in ihm einen talentierten Arzt sieht. Obwohl er sich im Beruf sehr routiniert zeigt, ist Marc eine ausgesprochen unsensible Person, was den Umgang mit Mitmenschen betrifft. Gretchen und Marc kennen sich seit der Grundschulzeit. Für Gretchen war Marc ihre große Liebe. Jedoch mobbte er Gretchen. Marc litt in seiner Kindheit unter häuslicher Gewalt. Dies hielt er lange Zeit geheim. Als Gretchen im Krankenhaus zu arbeiten anfängt, verliebt sie sich wieder in ihn. Marc führt zu Beginn der Serie eine Affäre mit Schwester Gabi, die ihn am Ende der ersten Staffel erpresst, ihr einen Heiratsantrag zu machen, obwohl er sich inzwischen zu Gretchen hingezogen fühlt. Gretchen bewahrt ihn davor, Gabi heiraten zu müssen. Am Ende der zweiten Staffel gesteht er sich endlich ein, dass er in Gretchen verliebt ist. Er kommt in der letzten Folge der dritten Staffel mit Gretchen zusammen, da er ihre Abreise nach Afrika verhindert, weil er sich seine Gefühle zu ihr endlich eingesteht und sie liebt.

#### Mehdi Kaan
S01E01–S03E08
Dr. Kaan ist Oberarzt der Gynäkologie am Krankenhaus. Er ist zu Beginn alleinerziehender Vater einer Tochter, da seine Frau ins Koma gefallen ist. Seit einem durch diese tragische Situation bedingten Selbstmordversuch befindet sich seine Tochter vorwiegend in Obhut seiner besorgten Eltern. Er beendet seine Freundschaft zu Marc, nachdem er erfährt, dass dieser eine Affäre mit seiner Frau hatte. Im Laufe der ersten Staffel verliebt er sich in Gretchen. Als seine Frau jedoch aus dem Koma erwacht, entscheidet er sich gegen Gretchen und für seine Familie. In der zweiten Staffel stellt sich heraus, dass seine Frau eine Prostituierte war. Sie hatte keine Affäre mit Marc Meier, dieser wusste jedoch über ihre Vergangenheit Bescheid. Unter diesen Umständen konnte Mehdi wieder eine freundschaftliche Basis mit Marc aufbauen. Da seine Frau ihrem Zuhälter Geld schuldet, verlässt sie mit ihrer Tochter die Stadt. Zuvor sagt sie Mehdi, dass er nicht der Vater sei. Danach bemüht er sich wieder um Gretchen. Nach langer Zeit kommt es unter Alkoholeinfluss zu einem One-Night-Stand. Am Ende der dritten Staffel nähert sich Mehdi Gina an.

#### Sabine Vögler
S01E01–S03E08
Sabine Vögler arbeitet als Krankenschwester in der Chirurgie. In der dritten Staffel ist Sabine 31 Jahre alt. Schwester Sabine wird von ihren Kollegen meist nur belächelt und wirkt auf andere meist sehr merkwürdig. Sie ist noch Jungfrau, extrem schüchtern und etwas prüde. Sabine liest leidenschaftlich gerne die Groschenromane von Marcs Mutter Elke Fisher. Sie lebt zusammen mit ihrer dominanten Mutter, die nicht will, dass Sabine auszieht, damit Sabine sich nur um sie kümmert. Sabine leidet sehr darunter. In der dritten Staffel verliebt sich Sabine in den Pathologen Dr. Günni Gummersbach, doch durch viele Missverständnisse und durch die Schüchternheit der beiden finden sie trotz der gegenseitigen Zuneigung zunächst nicht zusammen. Schließlich schafft sie es, sich von ihrer Mutter zu lösen und zieht zu Günni und erlebt mit diesem ihren ersten Sex.

#### Gabi Kragenow
S01E01–S03E08

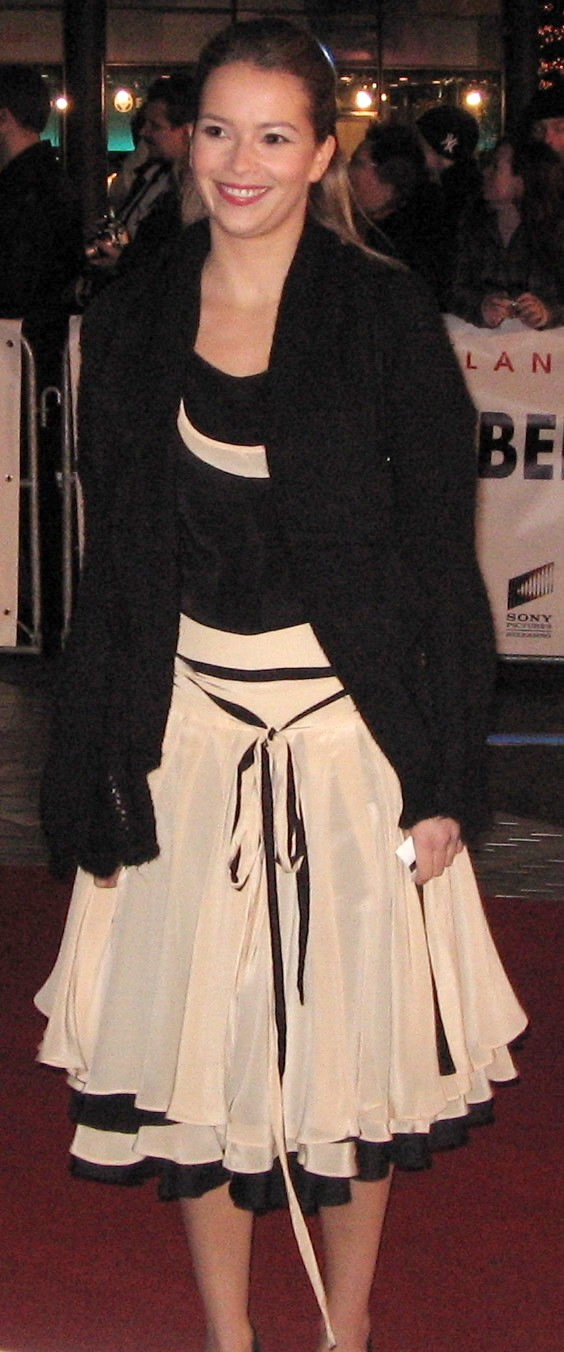
Laura Osswald spielte Gabi Kragenow

Gabi ist Krankenschwester in der Gynäkologie und ist die typische Antagonistin in der Serie. Schwester Gabi ist unsterblich in Marc Meier verliebt. Doch er sieht in ihr nichts weiter als eine Affäre. Um Marc für sich zu gewinnen, greift sie zu drastischen Maßnahmen. Sie sieht Gretchen als Konkurrentin. In der zweiten Staffel erpresst sie Marc mit einem Unfall und benutzt auch ihr ungeborenes Baby als Druckmittel. Später kommt heraus, dass nicht Marc, sondern der Schrottplatzbesitzer Kalle der Vater des Kindes ist. Nach einem Unfall auf dessen Schrottplatz wird Gabi schwer verletzt, das Kind kann nicht gerettet werden. Nach Marc erpresst sie Alexis von Buren mit 250.000 €, da sie von seiner falschen Identität weiß. Alexis entwendet ihr auf seiner Flucht schließlich wieder das Geld.

#### Bärbel Haase
S01E01–S03E08

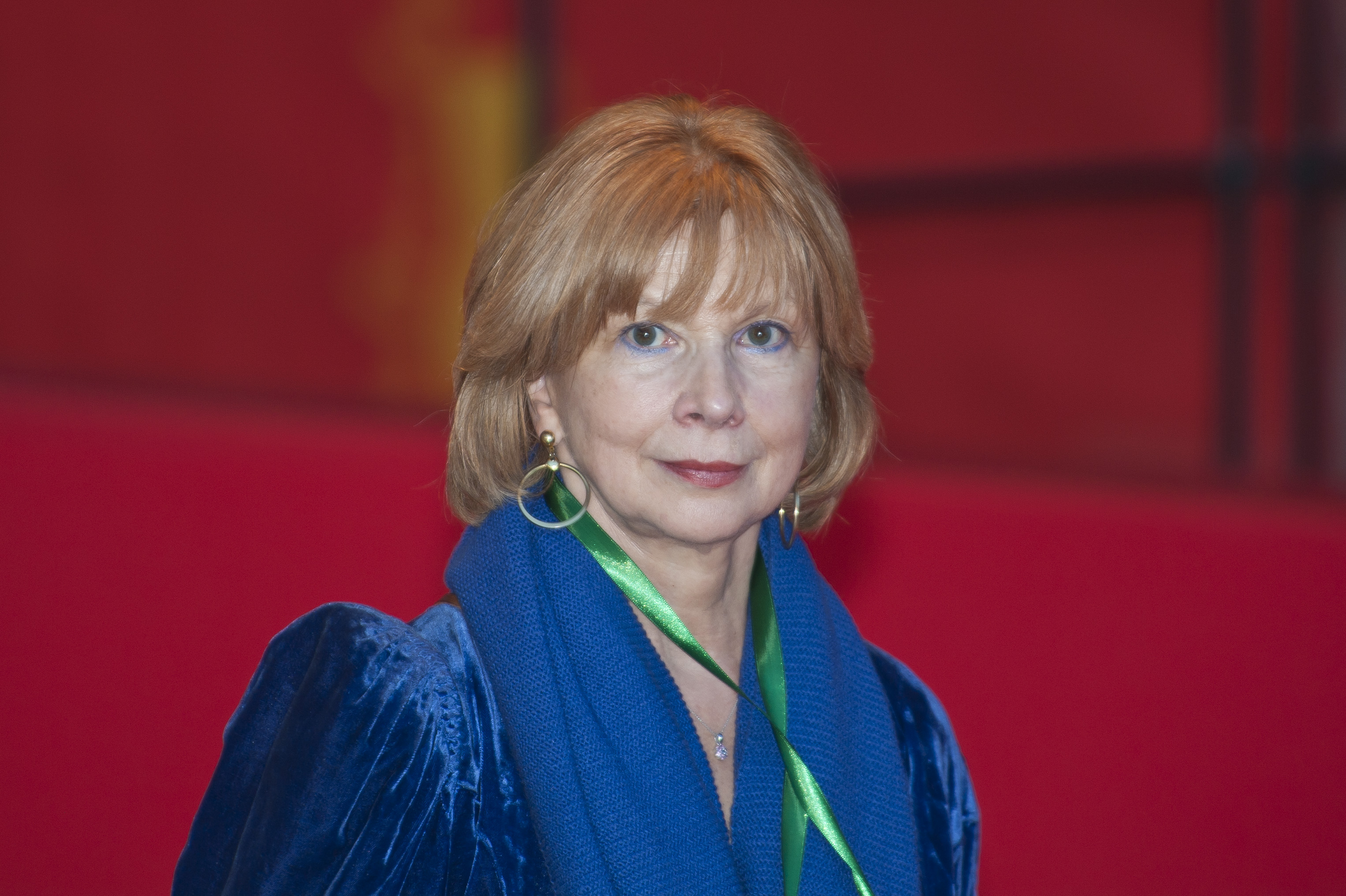
Ursela Monn spielte Bärbel Haase

Bärbel Haase ist Gretchens Mutter und die Frau von Franz. Sie ist Hausfrau und Krankenschwester und will nur das Beste für den Zusammenhalt ihrer Familie. Franz ist ein notorischer Fremdgänger. Um die Ehe nicht zu gefährden, besticht sie die Affären ihres Mannes, damit sie sich von diesem abwenden. Als Franz schließlich eine Beziehung zu Marcs Mutter eingeht, trennt sie sich wegen seiner wiederholten Untreue von ihrem Mann, kehrt aber nach einer Reise nach Indien wieder zu ihm zurück. In der Zwischenzeit hatte sie selbst eine Affäre mit einem Künstler, der sie und ihren Mann ihrer Altersvorsorge beraubt. Um den Verlust zu ersetzen, beginnt sie als Krankenschwester zu arbeiten, sichert sich jedoch einen Zusatzverdienst durch gärtnerische Tätigkeiten in einer Cannabisplantage innerhalb des Krankenhauses. Durch den Fund eines Geldkoffers, der für Gabi bestimmt war, kann sie das Konto ausgleichen. Franz erfährt jedoch kurz darauf durch Gretchen von Bärbels Affäre und trennt sich von ihr.

#### Frank MuffkealiasAlexis von Buren
S02E01–S03E04
Alexis von Buren erscheint zunächst als Millionär mit einem Alkoholproblem, der mit seiner Schwester Lissi in einer großen Villa wohnt. Seine Beziehung zu Gretchen schwankt anfangs stark zwischen Zuneigung und Ablehnung. Durch zahlreiche Krankenhausaufenthalte haben Gretchen und Alexis viel Kontakt. Nach zahlreichen Verwirrungen werden sie ein Paar und heiraten. Es stellt sich jedoch heraus, dass er ein Hochstapler ist, eigentlich Frank Muffke heißt und eine Leiche in seiner Villa versteckt. Allerdings erfahren nur Mechthild, die Mutter des wirklichen Alexis von Buren und durch Zufall auch Schwester Gabi von diesem Doppelleben. Mechthild will als Gegenzug für ihr Schweigen Zärtlichkeiten von Alexis. Durch ein Versehen wird sie kurz darauf von Alexis durch einen Stromschlag umgebracht. Die Polizei kommt ihm schließlich auf die Schliche und die Ehe mit Gretchen wird annulliert. Seither ist Frank auf der Flucht vor den Behörden.

#### Franz Haase
S01E01–S03E08
Franz Haase ist der Chefarzt des Krankenhauses und Gretchens Vater. Er wirkt für sein eher fortgeschrittenes Alter sehr sportlich und körperbewusst. Des Weiteren ist er sehr aufopfernd für seine Familie. Franz hat dennoch mehrere leidenschaftliche Affären, eine davon hat er mit der Groschenroman-Autorin Elke Fisher, welche – wie sich herausstellt – Marc Meiers Mutter ist. Nach der Trennung von Bärbel war er kurze Zeit mit Elke zusammen, die ihn allerdings schnell abservierte. Am Anfang der zweiten Staffel kommt er wieder mit seiner Frau zusammen. Am Ende der zweiten Staffel bricht er während Gretchens Hochzeit wegen eines Tropenvirus zusammen. Kurze Zeit später wird er durch seine Tochter Gretchen geheilt. Seitdem er herausbekommen hat, dass seine Frau eine Affäre hatte, lebt er getrennt von ihr, ungeachtet der Tatsache, dass er selbst früher ein notorischer Fremdgänger war.

#### Maria Hassmann
S01E04–S03E08
Dr. Hassmann ist Oberärztin der Neurochirurgie und versteht sich anfänglich gut mit Gretchen. Frau Dr. Hassmann ist geschieden und hat eine Tochter (Melanie). Mit ihrem Leben ist sie nicht sehr zufrieden, allerdings will sie sich nichts anmerken lassen. Gretchen bewundert sie, da sie Hassmann als sehr reif und emanzipiert ansieht. Als Dr. Kaan mit ihr auf den Ärzteball geht, wird Gretchen eifersüchtig. Sie hat ihn aber bald wieder vergessen und ist weiterhin auf der Suche nach einem reichen Junggesellen. Schließlich nähert sie sich Maurice Knechtelsdorfer an und beginnt mit ihm eine Beziehung.

#### Maurice Knechtelsdorfer
S02E01–S03E08

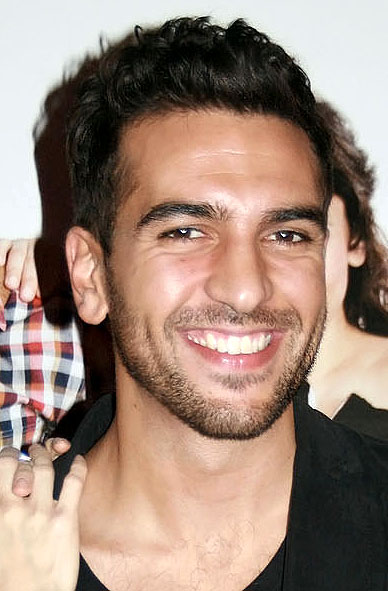
Elyas M’Barek spielte Maurice Knechtelsdorfer

Maurice Knechtelsdorfer ist österreichischer Herkunft und Assistenzarzt. Er taucht ab der ersten Folge der zweiten Staffel auf. Maurice hat eine starke Bindung zu seiner Schwester Mitzi. Knechtelsdorfer ist Mitglied einer Studentenverbindung. Er steht anfangs in großem Konkurrenzkampf mit Gretchen, da sie und er die einzigen Assistenzärzte in der Chirurgie sind, und kämpft oft mit unfairen Mitteln. Am Ende der Serie beginnt er eine Beziehung mit der sieben Jahre älteren Neurochirurgin Maria Hassmann.

#### Günni Gummersbach
S03E01–S03E08
Dr. Gummersbach ist der neue Pathologe des Krankenhauses. Günni ist ein großer Star-Trek-Fan. Er fühlt sich schon von Anfang an zu Schwester Sabine hingezogen, ist aber zunächst zu schüchtern ihr seine Gefühle zu gestehen. Nach mehreren Missverständnissen kommen sie schließlich zusammen.

### Nebenfiguren (mindestens drei Folgen)

#### Elke Fisher
S01E03–S03E03

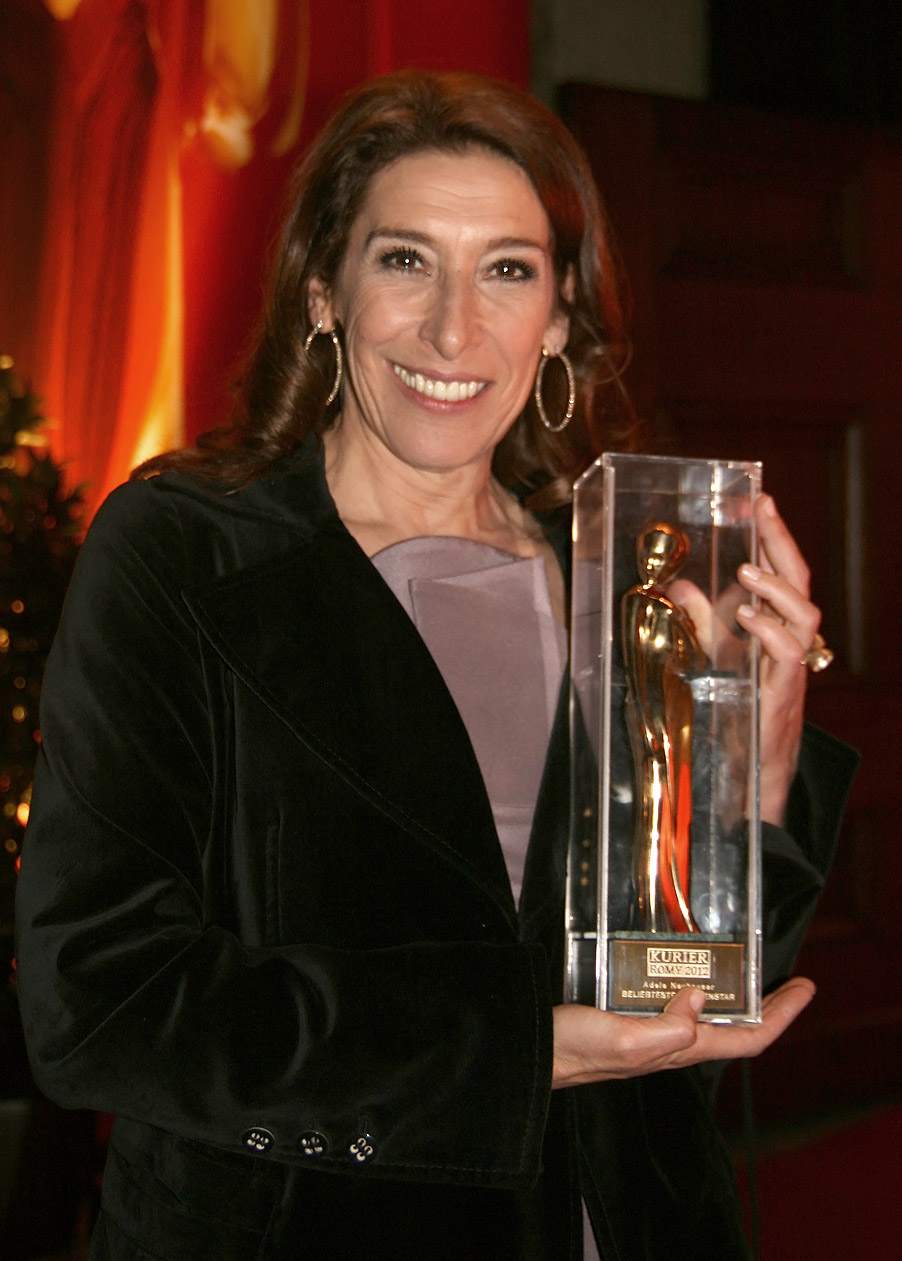
Adele Neuhauser spielte Elke Fisher

Elke Fisher ist die egoistische Mutter von Marc Olivier Meier. Elke gilt als sehr dominant und versucht sich mit allen Mitteln, wie Fitnessstudio oder Yoga, fit zu halten. Elke ist von Beruf Autorin und schreibt Groschenromane über ihre Figur Doktor Rogelt, welche laut eigenen Aussagen an Franz Haase angelehnt ist, sie aber später eher an ihren Ex-Mann erinnert, was der Grund für sie war, Dr. Rogelt sterben zu lassen. Franz war Elkes Affäre. Als Franz sich von seiner Frau trennte und bei Elke einzog, wurde er krank und musste von ihr gepflegt werden. Deswegen schmiss sie ihn raus. Elke hat eine große Abneigung gegen Schwester Gabi, die anfangs ihre Schwiegertochter werden sollte.

#### Gordon Tolkien
S01E04–S03E07
Gordon Tolkien ist der Rettungssanitäter aus dem Krankenhaus. Zum ersten Mal trat er in Erscheinung, als er den Ärzten einen Sanitätskurs beigebracht hat. Seitdem taucht er immer wieder auf, wenn Sanitäter gebraucht werden. Er hat immer einen lockeren Spruch auf den Lippen und zeigt seine Zuneigung zu Gretchen offen. Eine größere Storyline hatte er, als herauskam, dass er zusammen mit Dr. Knechtelsdorfer im Krankenhauskeller Hanf anbaute. Infolge eines Trips steckte Gordon sich eine Rakete in seinen After und musste operiert werden.

#### Jochen Haase
S01E01–S02E03
Jochen Haase (23 Jahre alt) ist der Bruder von Gretchen und somit der Sohn von Bärbel und Franz. Er absolviert ein Pflegepraktikum im Krankenhaus und will auch Arzt werden. Zuvor hatte er sein Jurastudium in München abgebrochen. Mit seiner Schwester versteht Jochen sich nicht sonderlich, sie ärgern sich ständig. Am Anfang der zweiten Staffel beginnt Jochen sein Medizinstudium und tritt nicht mehr in Erscheinung.

#### Gina Amsel
S02E08–S03E08
Gina „Gigi“ Amsel ist die Jugendfreundin von Gretchen. Sie ist Oberärztin in der Chirurgie, gibt sich vor Männern aber immer als Kinderärztin aus. Ihr optisches Auftreten ist aufgrund ihrer Hornbrille und der Kleidung nicht sehr positiv. Gina kommt Gretchen wegen ihrer Hochzeit mit Alexis besuchen und verliebt sich genauso wie ihre Freundin in Marc. Auf dem Polterabend wäre es fast zum Sex der beiden gekommen. Im Staffelfinale taucht Gina noch einmal auf. Im Flugzeug verliebt sie sich in Mehdi.

#### Lissi von Buren
S02E01–S03E02

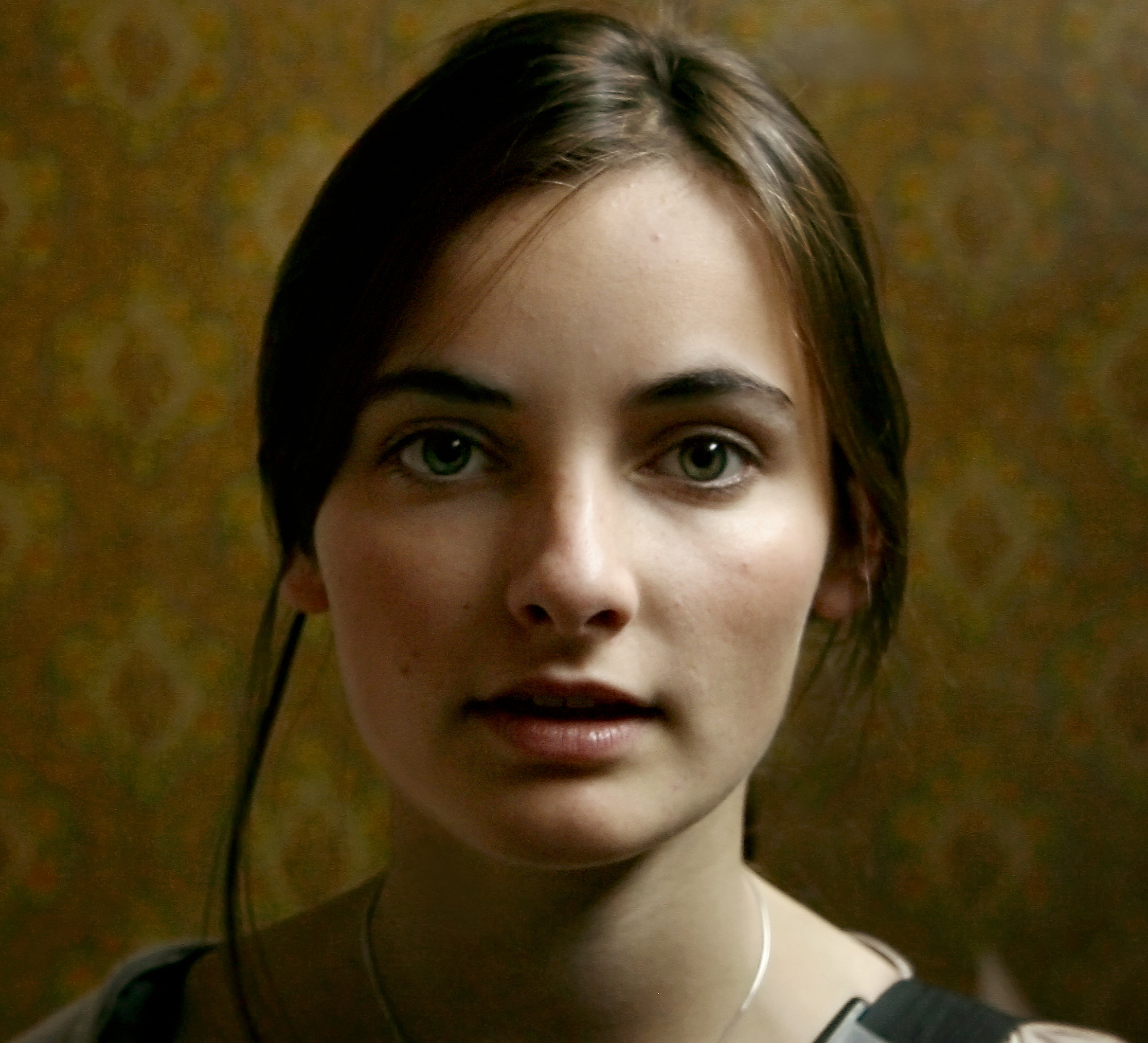
Paula Schramm spielte Lissi von Buren

Lissi von Buren heißt eigentlich mit Nachnamen Muffke und arbeitete zunächst mit ihrem Bruder zusammen als Versicherungsvertreterin. Als sie in einer Villa Alexis von Buren finden, welcher Suizid begangen hat, nehmen Lissi und ihr Bruder die Identität der Familie von Buren an. Seither lebt Lissi im Luxus und wirkt auf andere sehr arrogant. Zu ihrer Schwägerin Gretchen hat Lissi kein gutes Verhältnis. Als sie ihren Bruder mit der toten Mechthild sieht, glaubt sie, dass er sie umgebracht hat, und zieht weg. Kurz danach wird ihr Bruder festgenommen. Von Lissis Verbleiben weiß man seitdem nichts.

#### Mechthild von Buren
S02E08–S03E03

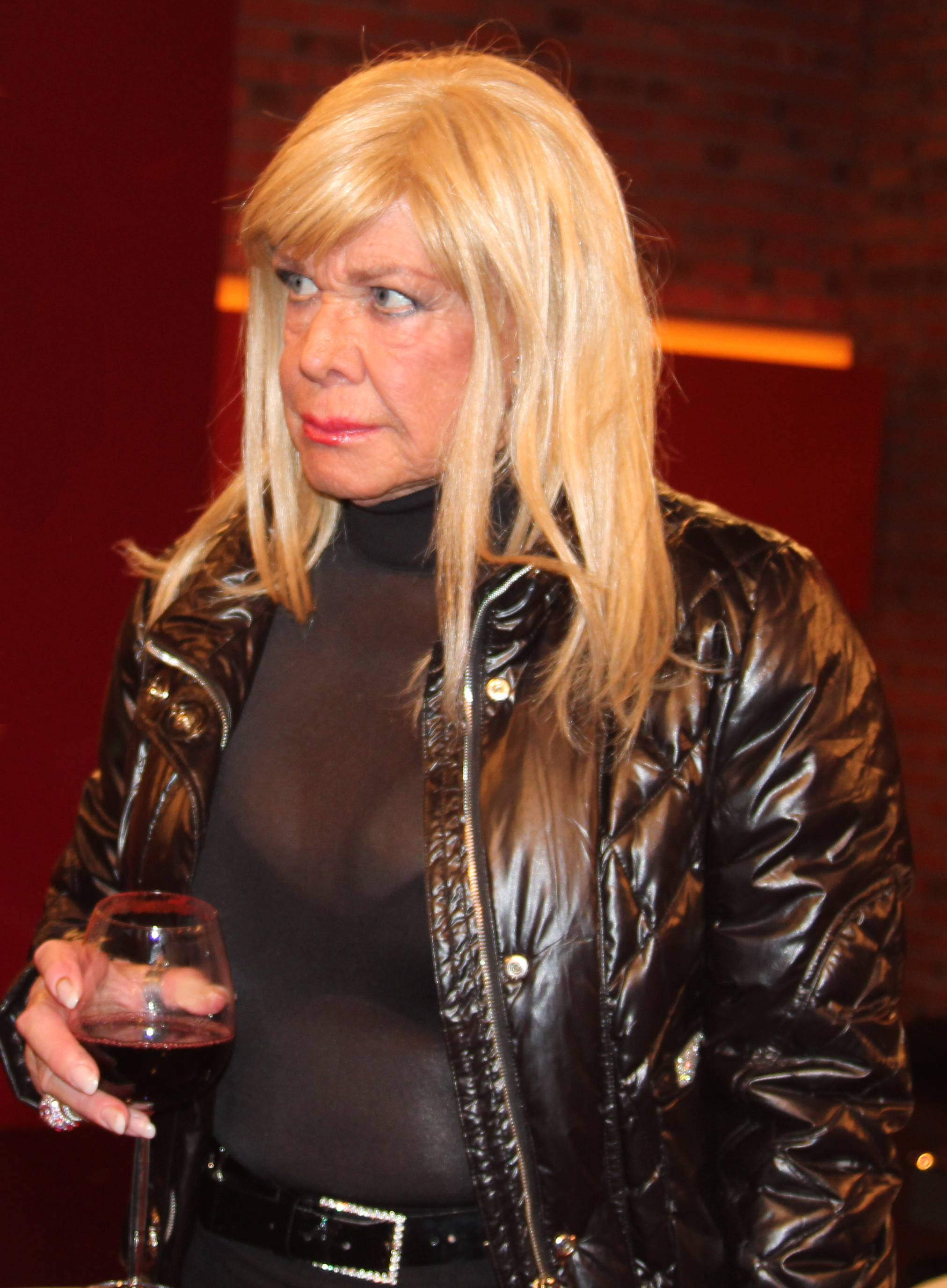
Ingrid van Bergen spielte Mechthild von Buren

Mechthild von Buren ist die Mutter des wirklichen Alexis von Buren. Sie lebt in einem Altenheim und spielt ihre Blindheit vor, um nicht an Spieleabenden teilnehmen zu müssen. Mechthild wirkt sehr schroff und kalt. Gretchen sucht sie auf, da sie will, dass Alexis sich mit seiner Mutter versöhnt, weiß allerdings nicht, dass Alexis nicht der echte Alexis ist. Mechthild spielt bei der Begegnung, dass sie Alexis vor sich stehen hat. Wenig später gibt sie jedoch ihm gegenüber zu erkennen, dass sie nicht blind ist und von seinem Doppelleben weiß. Da sie ihren Sohn gehasst hat und selbst einmal umbringen wollte, stört es sie nicht. Sie fordert von Frank Sex, damit sie das Geheimnis bewahrt. Wenig später wird sie allerdings durch ein Radio, welches durch Frank unbeabsichtigt in ihre Badewanne fällt, von einem Stromschlag umgebracht, von Schwester Gabi in die Pathologie eingeschmuggelt und verschwindet dann als Leiche in einem Anatomie-Kurs.

#### Lilly Kaan
S01E03–S02E03
Lilly ist acht Jahre alt und lebt mit ihrem Vater Medhi alleine, da ihre Mutter im Koma liegt. Unterstützung bekommt die Familie von Lillys Großeltern. Schließlich erwacht ihre Mutter, was sie Lilly zu verdanken hat. Es stellt sich heraus, dass Lilly nicht das leibliche Kind von Medhi ist, und sie flüchtet mit ihrer Mutter vor deren ehemaligem Zuhälter aus Berlin.

#### Brad Holister
S01E05–S03E06
Brad Holister ist Fitnesstrainer und hat Elke, Bärbel sowie Gretchen trainiert. Er ist sehr sportbewusst und homosexuell. In der dritten Staffel kommt er wegen Nierensteinen ins Krankenhaus und muss dort versorgt werden.

#### Frau Nettelsbacher
S02E02–S02E08
Frau Nettelsbacher ist die persönliche Assistentin von Alexis. Sie wirkt stets gut gelaunt und freundlich. Auch durch Alexis’ schroffe Art lässt sie sich nicht unterkriegen, sie macht ständig Überstunden. An Alexis’ Hochzeit wurde sie zu seiner Trauzeugin. Über die Hochzeit mit Gretchen freut sie sich.

#### Anna Kaan
S01E05–S02E03
Anna ist die Ehefrau von Mehdi. Sie führte ein Doppelleben und arbeitete als Prostituierte. Dadurch kam ihre Tochter Lilly zustande, die sie als Medhis Tochter ausgab. Anna hatte allerdings enorme Schulden bei ihren Freiern. Durch einen Autounfall lag sie 14 Monate im Koma. Als sie erwachte und merkte, dass sie mit den Schulden nicht mehr zurechtkommt, offenbarte sie sich vor Mehdi und flüchtete zusammen mit ihrer Tochter aus Berlin.

#### Peggy
S03E01–S03E05
Peggy wird ins Krankenhaus eingeliefert und leidet unter Wahnvorstellungen. Es stellt sich heraus, dass Peggy ein Straßenkind ist und für Forschungen mit Computerchips und Bestrahlungen missbraucht wurde. Durch Gretchen wird sie gerettet.

#### Frau Vögler
S03E06–S03E08

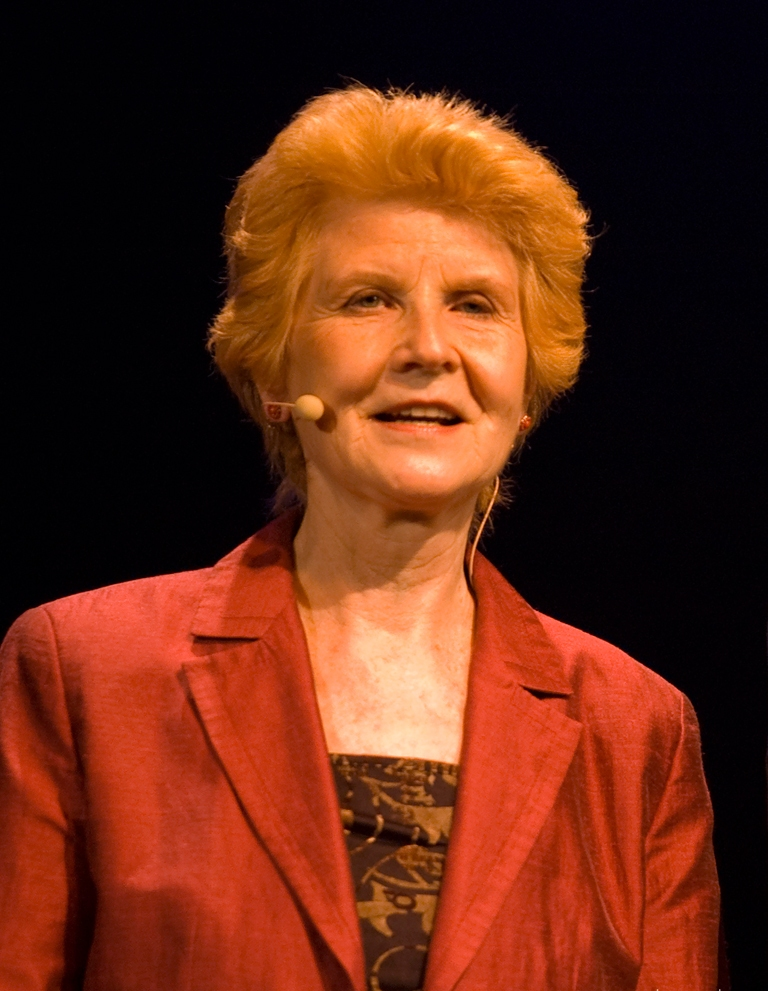
Irm Hermann spielte Frau Vögler

Frau Vögler ist die Mutter von Schwester Sabine und lebt mit dieser zusammen. Sie ist extrem dominant und will – aus Angst vor dem Alleinsein – mit allen Mitteln verhindern, dass Sabine jemals auszieht, weil sie im Alter von ihrer Tochter gepflegt werden will. Sabine leidet unter den tyrannischen Machenschaften ihrer Mutter und hat im Staffelfinale endlich die Kraft, ihr die Meinung zu sagen und sich von ihr zu befreien.

#### Sophie
S02E01–S02E03
Sophie ist eine Prostituierte und ehemalige Arbeitskollegin von Anna Kaan, die ihr Geld schuldet. Kurios ist, dass Sophies Bruder Jürgen als Pastor arbeitet. Sophie hat einen Sohn. Anna attackiert sie schließlich bei einem Besuch mit einem Messer und Sophie kommt ins Krankenhaus.

#### Eric
S02E01–S02E03
Eric ist die Affäre von Bärbel, die sie in Indien kennen gelernt hat. Er ist unsterblich in die ältere Bärbel verliebt. Als diese sich von ihm trennt, klaut er den Schlüssel zum Schließfach zur Altersvorsorge von Bärbel und Franz.

#### Schwester Ingeborg
S02E05–S03E03
Ingeborg ist Krankenschwester und lebt im Schwesternwohnheim. Sie taucht immer mal wieder in ihrer Tätigkeit auf, hat aber keinen eigenen Erzählstrang. Im 2. Staffelfinale wird sie mit dem Tropenvirus infiziert und schwebt in Lebensgefahr, wird letztendlich jedoch überleben.

#### Jürgen
S02E01–S02E03
Jürgen ist Pfarrer und bereitet die Trauung von Gabi und Marc vor. Seine Schwester Sophie arbeitet als Prostituierte.

### Figuren in den einzelnen Folgen
Folgenleiste aller Charaktere ab drei Episoden.

In Doppelfolgen (9/10), (17/18) werden die Darsteller in den ersten 45 Minuten in die erste Folge und die Darsteller, welche danach vorkommen in die zweite Folge gezählt.

## Besetzung
aufgelistet ab zwei Folgen
| Schauspieler        | Rolle                               | Hauptrolle | Nebenrolle                 | Bemerkungen |
| ------------------- | ----------------------------------- | ---------- | -------------------------- | --- |
| Diana Amft          | Dr. Margarete „Gretchen“ Haase      | 1.01–3.08  |                            | Assistenzärztin in der Chirurgie Tochter von Bärbel und Franz Haase, Schwester von Jochen, vermeintliche Frau von Alexis von Buren, Ex-Verlobte von Peter, Freundin von Marc und Ex-Freundin von Mehdi |
| Florian David Fitz  | Dr. Marc Olivier Meier              | 1.01–3.08  |                            | Oberarzt in der Chirurgie Sohn von Elke Fisher. Ex-Verlobter von Gabi, Freund von Gretchen |
| Kai Schumann        | Dr. Mehdi Kaan                      | 1.01–3.08  |                            | Oberarzt in der Gynäkologie Ex-Freund von Gretchen, Ex-Mann von Anna |
| Peter Prager        | Professor Dr. Franz Haase           | 1.01–3.08  |                            | Chefarzt Ehemann von Bärbel, Vater von Gretchen und Jochen, Ex-Affäre von Elke |
| Laura Osswald       | Gabi Kragenow                       | 1.01–2.08  | 3.01–3.08                  | Krankenschwester in der Gynäkologie Schwester von Tina, Ex-Verlobte von Marc, One-Night-Stand von Kalle                                                                                                |
| Ursela Monn         | Bärbel Haase geb. Wolf              | 1.01–3.08  |                            | Krankenschwester in der Onkologie Ehefrau von Franz, Mutter von Gretchen und Jochen, Ex-Freundin von Eric                                                                                              |
| Julia Koschitz      | Dr. Maria Hassmann                  | 1.04–3.08  |                            | Oberärztin in der Neurochirurgie Freundin von Maurice Knechtelsdorfer |
| Elyas M’Barek       | Dr. Maurice Knechtelsdorfer         | 2.01–2.08  | 3.01–3.08                  | Assistenzarzt in der Chirurgie und Onkologie Freund von Maria Hassmann |
| Steffen Groth       | Frank Muffke alias Alexis von Buren | 2.01–3.04  |                            | Hochstapler Bruder von Lissi, vermeintlicher Ehemann von Gretchen, flüchtet vor der Polizei |
| Annette Strasser    | Sabine Vögler                       | 3.01–3.08  | 1.01–2.08                  | Stationsschwester in der Chirurgie Freundin von Günni |
| Marc Benjamin Puch  | Dr. Günni Gummersbach               | 3.01–3.08  |                            | Pathologe Freund von Sabine |
| Zsá Zsá Inci Bürkle | Margarete „Gretchen“ Haase          |            | 1.01–3.08                  | Gretchen in Kindheitserinnerungen |
| Antoine Brison      | Marc Meier                          |            | 1.01–2.08                  | Marc in Kindheitserinnerungen |
| Lucas Reiber        | Marc Meier                          |            | 3.03–3.08                  | Marc in Kindheitserinnerungen |
| Fabian Oscar Wien   | Jochen Haase                        |            | 1.01–2.03                  | Azubi im Krankenhaus Sohn von Bärbel und Franz Haase, Bruder von Gretchen; verlässt Berlin für ein Medizinstudium                                                                                      |
| Chantal Hourticolon | Lilly Kaan                          |            | 1.03–2.02                  | Ziehtochter von Mehdi Kaan, Tochter von Anna Kaan; flüchtet mit ihrer Mutter |
| Adele Neuhauser     | Elke Fisher                         |            | 1.03–2.01, 2.06–2.07, 3.03 | Autorin Mutter von Marc Meier, Ex-Affäre von Franz |
| Bo Hansen           | Gordon Tolkien                      |            | 1.04–3.07                  | Rettungswagenfahrer |
| Hannah Schröder     | Anna Kaan                           |            | 1.05–2.02                  | Prostituierte Ex-Frau von Mehdi Kaan, Mutter von Lilly Kaan; flüchtet mit Lilly aus Berlin |
| Dominic Boeer       | Brad Holister                       |            | 1.05, 3.03, 3.06           | Fitnesstrainer |
| Paula Schramm       | Lissi von Buren, eigentlich Muffke  |            | 2.01–3.02                  | Schwester von Frank; taucht unter |
| Roberto Guerra      | Eric                                |            | 2.01–2.03                  | Ex-Affäre von Bärbel; verlässt mit Bärbels Geld das Land |
| Bärbel Schleker     | Frau Nettelsbacher                  |            | 2.02–2.08                  | Sekretärin von Alexis verkörperte in Folge 4 schon eine Buchhändlerin |
| Nina Vorbrodt       | Stefanie Brinkmann                  |            | 2.04–2.05                  | Oberschwester |
| Cristina do Rego    | Schwester Ingeborg                  |            | 2.05–3.03                  | Krankenschwester in der Entbindungsstation |
| Valerie Niehaus     | Dr. Gina „Gigi“ Amsel               |            | 2.08–3.03, 3.08            | Ärztin beste Freundin von Gretchen |
| Ingrid van Bergen   | Mechthild von Buren                 |            | 2.08–3.03                  | Mutter des richtigen Alexis; stirbt durch einen von Frank versehentlich verursachten Stromschlag |
| Maria Ehrich        | Peggy                               |            | 3.01–3.05                  | Straßenkind, das für Menschenversuche benutzt wurde |
| Irm Hermann         | Frau Vögler                         |            | 3.06–3.08                  | Mutter von Sabine |
| Christian Näthe     | Fritz                               |            | 3.07–3.08                  | Urwaldarzt |

### Prominente Gastdarsteller
| Schauspieler        | Rolle                 | Folgen    | Sonstiges/Grund                       |
| ------------------- | --------------------- | --------- | ------------------------------------- |
| Nora Tschirner      | Mitzi Knechtelsdorfer | 3.01–3.02 | Schwester von Maurice Knechtelsdorfer |
| Maxi Biewer         | Maxi Biewer           | 3.01      | Wetter-Fee von RTL                    |
| Angela Finger-Erben | Angela Finger-Erben   | 3.01      | RTL-Moderatorin                       |
| Günther Jauch       | Günther Jauch         | 3.05      | WWM-Moderator                         |

## Produktion und Ausstrahlung
Im Januar 2007 wurde die Pilotfolge unter Regie von Oliver Schmitz mit dem Drehbuch von Bora Dagtekin gedreht. Die Serie wurde im Auftrag von RTL und des ORF von der Firma Polyphon produziert. Gedreht wurde zwischen August und Dezember 2007 an 55 Originalschauplätzen in Berlin. Für die Serie wurden laut Quotenmeter.de in den ersten beiden Staffeln ungefähr 90 Tafeln Schokolade und 400 Mundschutze verbraucht. Als Regisseure fungierten Oliver Schmitz (Arme Millionäre, Türkisch für Anfänger, Paris, je t’aime), Christian Ditter (Französisch für Anfänger, Türkisch für Anfänger, Schulmädchen) und Sophie Allet-Coche (Angie, Mein Leben & Ich). Die Drehbücher stammen von Grimmepreisträger und Hauptautor Bora Dagtekin, Vivian Hoppe und Silke Steiner.
Während RTL die Krankenhaus-Serie am 23. Juni 2008 erstausstrahlte, zeigte der ORF die Serie am 24. Juni 2008 und beendete sie aufgrund von Doppelfolgen-Ausstrahlung bereits nach vier Wochen. RTL entschied sich stattdessen für die Option, die Sendung für sieben Wochen zu zeigen. Ursprünglich plante man, die Serie im Herbst 2008 zu senden.
Die Serie wurde am 5. August 2008 für zwei weitere Staffeln verlängert. Die zweite Staffel startete am 3. August 2009 zeitgleich auf ORF 1 und RTL. Im Durchschnitt kam die zweite Staffel auf 17 Prozent in der werberelevanten Zielgruppe gegenüber 16,4 Prozent der ersten Staffel. Der Auftrag für neue Drehbücher für die dritte Staffel wurden im September 2009 erteilt. Ende April 2010 begann die Dreharbeiten zur dritten Staffel, die seit dem 5. Januar 2011, nach der gemeinsam gesendeten ersten Folge montags auf ORF eins und mittwochs auf RTL ausgestrahlt wurde.
In Österreich endete die Ausstrahlung am 14. Februar, in Deutschland am 16. Februar. In der Schweiz strahlte der Sender SF zwei die erste Staffel vom 29. November 2010 bis zum 4. Januar 2011 aus. Im Oktober 2011 wurde die Einstellung der Serie aufgrund zeitlicher Probleme von Darstellern und Crew bekanntgegeben, da momentan alle Beteiligten in andere Projekte involviert sind.

### Regie
| Regisseur(in)         | Folgen       |
| --------------------- | ------------ |
| Oliver Schmitz        | 1, 4–6       |
| Christian Ditter      | 2–3          |
| Sophie Allet-Coche    | 7–8, 13–20   |
| Holger Haase          | 9            |
| Franziska Meyer Price | 10–12, 21–24 |

## Rezeption

### Kritik
Die ersten Reaktionen in den Medien fielen zwiespältig aus. Während die österreichische Tageszeitung Der Standard die Serie als zu den gelungensten deutschen Produktionen der Vergangenheit zählt, sieht das Online-Magazin Quotenmeter.de in den Dialogen einen krampfhaften Versuch, Situationskomik zu erreichen. Während das Online-Magazine Parallelen zu Grey’s Anatomy zieht, sieht Der Standard keine direkten Ähnlichkeiten mit dem vermeintlichen US-amerikanischen Vorbild.

### Auszeichnungen/Nominierungen

#### Auszeichnungen
- 2008
  - Deutscher Fernsehpreis in der Kategorie Beste Serie[8]
  - Deutscher Comedypreis in der Kategorie Beste Comedyserie
- 2009
  - Adolf-Grimme-Preis in der Kategorie Unterhaltung[9]
  - Bayerischer Fernsehpreis in der Kategorie Serien und Reihen[10]
  - Bayerischer Fernsehpreis in der Kategorie Bestes Buch[10]
  - Bayerischer Fernsehpreis in der Kategorie Beste Darstellerin[10]
  - Deutscher Comedypreis in der Kategorie Beste Comedyserie[11]

#### Nominierungen
- 2008
  - Deutscher Fernsehpreis 2008 in der Kategorie Bester Schauspieler Hauptrolle: Florian David Fitz[12]
- 2011
  - Deutscher Comedypreis in der Kategorie Beste Comedyserie[13]
  - Deutscher Fernsehpreis 2011 in der Kategorie Beste Serie

## DVD-Veröffentlichungen
- Die erste Staffel erschien am 18. August 2008
- Die zweite Staffel erschien am 18. September 2009
- Die dritte Staffel erschien am 25. Februar 2011

## Trivia
- In Deutschland wird das Lied Dirty Laundry des US-amerikanischen Trip-Hop-Duos Bitter:Sweet vom Album The Mating Game als Titelmelodie verwendet.
- In der ebenfalls von RTL produzierten Casting-Show Mission Hollywood gewann Friederike Lohrer einen Gastauftritt in Doctor’s Diary.
- Die RTL-Moderatoren Maxi Biewer, Angela Finger-Erben sowie Wolfram Kons hatten am 5. Januar 2011 in der Pilotfolge der dritten Staffel einen Gastauftritt. Sie spielten sich selbst in der Originalkulisse von Punkt 9.
- In Folge 21 in der dritten Staffel träumte Marc Meier davon, bei Wer wird Millionär? als Kandidat mitzuspielen. Hierbei wurde die Originalkulisse des Studios genutzt und der Moderator Günther Jauch verkörperte sich dort selbst.
- In Folge 23 erwähnt Melanie Hassmann, dass Maurice Knechtelsdorfer wie Bushido aussehe. Dies ist eine Anspielung darauf, dass der Knechtelsdorfer-Darsteller Elyas M’Barek Bushido im Film Zeiten ändern dich verkörpert hat.
- In der 24. Folge, dem Serien-Finale, gibt es eine Anspielung auf die britische Serie Little Britain und die dort enthaltene Figur Carol Beer. Marc Meier versucht ein Ticket für Gretchens Flug zu bekommen, erreicht aber nur einen gelangweilten Blick und ein emotionsloses „Computer says no.“ gefolgt von dem typischen, kleinen Huster.
- Ebenfalls in der letzten Folge 24 wird am Flughafen Bora Dagtekin aufgerufen. Dieser ist der Hauptautor und Schöpfer von Doctor’s Diary.
- Am Büro der Stationsschwester Stefanie steht an der Tür „Stationsleitung Brinkmann“. Dies kann als Anlehnung an Prof. Dr. Brinkmann aus der Fernsehserie Die Schwarzwaldklinik gesehen werden.

## Parallelen zu Türkisch für Anfänger
Doctor’s Diary enthält viele Parallelen sowie Anspielungen auf Türkisch für Anfänger, eine Serie im Ersten, die ebenfalls aus Bora Dagtekins Feder stammt. Anspielungen gibt es wie folgt zwischen beiden Serien: Im Serienfinale von Türkisch für Anfänger sucht Doris einen Gynäkologen auf. Dieser wird von Kai Schumann verkörpert, der bei Doctor’s Diary ebenfalls einen Gynäkologen spielt. In der Arztserie spielt Anna Stieblich hingegen eine Patientin von selbigem Gynäkologen, die sich wie in der Serie anhören muss, dass sie keine Kinder bekommen kann. Obwohl nicht allzu offensichtlich, war dies eine indirekte Anspielung, welche auch von Dagtekin im Audiokommentar bestätigt wurde. Eine weitere Anspielung zeigt sich, als Gretchen aus Doctor’s Diary in ihre Vergangenheit denkt und dort ihre Lehrerin Frau Schneider, gespielt von Katharina Kaali trifft. Kaali spielt bei Türkisch für Anfänger die Rolle der Diana Schneider, Lehrerin.